# Roy Jones Jr.
Roy Jones, Jr. (n. 16 ianuarie 1969, Pensacola, Florida, SUA) este un boxer profesionist, rapper și actor american. Ca boxer el a câștigat numeroase titluri mondiale, fiind unicul boxer din istorie care și-a început cariera în categoria semi-mijlocie, ajungând până în categoria grea și câștigând tiluri mondiale în 4 categorii diferite.
Asociția americană a jurnaliștilor din box l-a numit pe Jones "Boxerul deceniului" pentru anii 1990.

## Cariera muzicală
Jones și-a început cariera în muzica rap în anul 2001, cu albumul Round One: The Album și single-ul de debut, "You all Must've Forgot". În 2004, Jones a format o trupă – Body Head Bangerz, cu care a lansat un album, Body Head Bangerz: Volume One, în colaborare cu B.G., Juvenile, Bun B de la UGK, Petey Pablo, Lil' Flip și Mike Jones.

## Discografie

### Album
| Detalii despre album |
| --- |
| Round One: The Album - Data lansării: 26 februarie 2002 - Label: Body Head Entertainment - Last RIAA Certification: None - Single-uri: "Y'all Must've Forgot", "And Still" |

### Cu Body Head Bangerz
| Detalii despre album |
| --- |
| Body Head Bangerz: Volume One - Data lansării: 26 octombrie 2004 - Label: Body Head Entertainment - Last RIAA Certification: None - Singles: "Can't Be Touched", "I Smoke, I Drank (Remix)" |

### Single-uri solo
- 2001: "Y'all Must've Forgot"
- 2001: "And Still"
- 2009: "Battle of the Super Powers"

### Single-uri în colaborare
- 2004: "Can't Be Touched"

## Filmografie
- The Devil's Advocate (1997) - el însuși
- The Wayans Brothers, Rope-a-Dope (1999) – el însuși
- The Matrix Reloaded (2003) – Captain Ballard
- Enter The Matrix (2003) – Captain Ballard
- Cordially Invited (2007) – Lenny Banks
- Universal Soldier: A New Dimension (2012)

## Rezultate în boxul profesionist
| 59 de victorii (42 prin knockout, 17 prin decizie), 8 înfrângeri (4 prin knockout, 3 prin decizie, 1 discalificare), 0 remize |            |                         |     |               |            |                                                     | |
| Rez. | La general | Adversar                | Tip | Runda, Timp   | Data       | Locația                                             | Note |
| Victorie | 65–9       | Bobby Gunn              | TKO | 8 (12), 0:07  | 2017-02-17 | Chase Center, Wilmington, Delaware, U.S.            | Won vacant WBF (Foundation) cruiserweight title                                                                            |
| Victorie | 64–9       | Rodney Moore            | UD  | 10            | 2016-08-13 | Bay Center, Pensacola, Florida, U.S.                | |
| Victorie | 63–9       | Vyron Phillips          | TKO | 2 (6), 2:30   | 2016-03-20 | Celebrity Theatre, Phoenix, Arizona, U.S.           | |
| Înfrângere | 62–9       | Enzo Maccarinelli       | KO  | 4 (10), 1:59  | 2015-12-12 | VTB Ice Palace, Moscova, Rusia                      | |
| Victorie | 62–8       | Eric Watkins            | KO  | 6 (10), 2:59  | 2015-08-16 | Foxwoods Resort Casino, Ledyard, Connecticut, U.S.  | |
| Victorie | 61–8       | Paul Vasquez            | TKO | 1 (12), 3:00  | 2015-03-28 | Bay Center, Pensacola, Florida, U.S.                | Retained WBU (German version) cruiserweight title                                                                          |
| Victorie | 60–8       | Willie Williams         | TKO | 2 (10), 2:38  | 2015-03-06 | Cabarrus Arena, Concord, North Carolina, U.S.       | |
| Victorie | 59–8       | Hany Atiyo              | KO  | 1 (12), 1:15  | 2014-09-26 | Basket-Hall, Krasnodar, Rusia                       | Retained WBU (German version) Cruiserweight title.                                                                         |
| Victorie | 58–8       | Courtney Fry            | TKO | 5 (12), 3:00  | 2014-07-26 | Kipsala Exhibition Centre, Riga, Letonia            | Retained WBU (German version) Cruiserweight title.                                                                         |
| Victorie | 57–8       | Zine Eddine Benmakhlouf | UD  | 12            | 2013-12-21 | Krylatskoe Sport Palace, Moscova, Rusia             | Won vacant WBU (German version) Cruiserweight title.                                                                       |
| Victorie | 56–8       | Paweł Głażewski         | SD  | 10            | 2012-06-30 | Atlas Arena, Łódź, Polonia                          | |
| Victorie | 55–8       | Max Alexander           | UD  | 10            | 2011-12-10 | Civic Center, Atlanta, Georgia                      | Won vacant UBO Intercontinental Cruiserweight title.                                                                       |
| Înfrângere | 54–8       | Denis Lebedev           | KO  | 10 (10), 2:58 | 2011-05-21 | Krylatskoe Sport Palace, Moscova                    | |
| Înfrângere | 54–7       | Bernard Hopkins         | UD  | 12            | 2010-04-03 | Mandalay Bay Resort & Casino, Las Vegas, Nevada     | |
| Înfrângere | 54–6       | Danny Green             | TKO | 1 (12), 2:02  | 2009-12-02 | Acer Arena, Sydney, New South Wales                 | For IBO Cruiserweight title.                                                                                               |
| Victorie | 54–5       | Jeff Lacy               | RTD | 10 (12), 3:00 | 2009-08-15 | Mississippi Coast Coliseum, Biloxi, Mississippi     | Retained WBO NABO Light Heavyweight title.                                                                                 |
| Victorie | 53–5       | Omar Sheika             | TKO | 5 (12), 1:45  | 2009-03-21 | Civic Center, Pensacola, Florida                    | Won vacant WBO NABO Light Heavyweight title.                                                                               |
| Înfrângere | 52–5       | Joe Calzaghe            | UD  | 12            | 2008-11-08 | Madison Square Garden, New York, New York           | For The Ring Light Heavyweight title.                                                                                      |
| Victorie | 52–4       | Félix Trinidad          | UD  | 12            | 2008-01-19 | Madison Square Garden, New York, New York           | Fight at 170-pound catch weight.                                                                                           |
| Victorie | 51–4       | Anthony Hanshaw         | UD  | 12            | 2007-07-14 | Mississippi Coast Coliseum, Biloxi, Mississippi     | Won vacant IBC Light Heavyweight title.                                                                                    |
| Victorie | 50–4       | Prince Badi Ajamu       | UD  | 12            | 2006-07-29 | Qwest Arena, Boise, Idaho                           | Won WBO NABO Light Heavyweight title.                                                                                      |
| Înfrângere | 49–4       | Antonio Tarver          | UD  | 12            | 2005-10-01 | St. Pete Times Forum, Tampa, Florida                | For The Ring, IBO & vacant NBA Light Heavyweight titles.                                                                   |
| Înfrângere | 49–3       | Glen Johnson            | KO  | 9 (12), 0:48  | 2004-09-25 | FedEx Forum, Memphis, Tennessee                     | For IBF Light Heavyweight title.                                                                                           |
| Înfrângere | 49–2       | Antonio Tarver          | TKO | 2 (12), 1:41  | 2004-05-15 | Mandalay Bay Resort & Casino, Las Vegas, Nevada     | Lost WBC, WBA (Super), IBO, IBA & The Ring Light Heavyweight titles. For vacant WBF & vacant NBA Light Heavyweight titles. |
| Victorie | 49–1       | Antonio Tarver          | MD  | 12            | 2003-11-08 | Mandalay Bay Resort & Casino, Las Vegas, Nevada     | Retained The Ring & IBO Light Heavyweight titles. Won WBC & vacant WBA (Super) Light Heavyweight titles.                   |
| Victorie | 48–1       | John Ruiz               | UD  | 12            | 2003-03-01 | Thomas & Mack Center, Las Vegas, Nevada             | Won WBA Heavyweight title.                                                                                                 |
| Victorie | 47–1       | Clinton Woods           | TKO | 6 (12), 1:29  | 2002-09-07 | Rose Garden, Portland, Oregon                       | Retained WBC, WBA (Super), IBF, IBO, NBA, WBF, IBA & The Ring Light Heavyweight titles.                                    |
| Victorie | 46–1       | Glen Kelly              | KO  | 7 (12), 1:55  | 2002-02-02 | American Airlines Arena, Miami, Florida             | Retained WBC, WBA (Super), IBF, IBO, NBA, WBF & IBA Light Heavyweight titles. Won vacant The Ring Light Heavyweight title. |
| Victorie | 45–1       | Julio César González    | UD  | 12            | 2001-07-28 | Staples Center, Los Angeles, California             | Retained WBC, WBA (Super), IBF, IBO & NBA Light Heavyweight titles. Won WBF & vacant IBA Light Heavyweight titles.         |
| Victorie | 44–1       | Derrick Harmon          | RTD | 10 (12), 3:00 | 2001-02-24 | Ice Palace, Tampa, Florida                          | Retained WBC, WBA (Super), IBF & IBO Light Heavyweight titles. Won NBA Light Heavyweight title.                            |
| Victorie | 43–1       | Eric Harding            | RTD | 10 (12), 3:00 | 2000-09-09 | New Orleans Arena, New Orleans, Louisiana           | Retained WBC, WBA & IBF Light Heavyweight titles. Won IBO Light Heavyweight title.                                         |
| Victorie | 42–1       | Richard Hall            | TKO | 11 (12), 1:41 | 2000-05-13 | Conseco Fieldhouse, Indianapolis, Indiana           | Retained WBC, WBA & IBF Light Heavyweight titles.                                                                          |
| Victorie | 41–1       | David Telesco           | UD  | 12            | 2000-01-15 | Radio City Music Hall, New York, New York           | Retained WBC, WBA & IBF Light Heavyweight titles.                                                                          |
| Victorie | 40–1       | Reggie Johnson          | UD  | 12            | 1999-06-05 | Grand Casino Biloxi, Biloxi, Mississippi            | Retained WBC & WBA Light Heavyweight titles. Won IBF Light Heavyweight title.                                              |
| Victorie | 39–1       | Richard Frazier         | TKO | 2 (12), 2:59  | 1999-01-09 | Civic Center, Pensacola, Florida                    | Retained WBC & WBA Light Heavyweight titles.                                                                               |
| Victorie | 38–1       | Otis Grant              | TKO | 10 (12), 1:18 | 1998-11-14 | Foxwoods Resort Casino, Mashantucket, Connecticut   | Retained WBC & WBA Light Heavyweight titles.                                                                               |
| Victorie | 37–1       | Lou Del Valle           | UD  | 12            | 1998-07-18 | Madison Square Garden, New York, New York           | Retained WBC Light Heavyweight title. Won WBA Light Heavyweight title.                                                     |
| Victorie | 36–1       | Virgil Hill             | KO  | 4 (12), 1:10  | 1998-04-25 | Mississippi Coast Coliseum, Biloxi, Mississippi     | |
| Victorie | 35–1       | Montell Griffin         | KO  | 1 (12), 2:31  | 1997-08-07 | Foxwoods Resort Casino, Mashantucket, Connecticut   | Won WBC Light Heavyweight title.                                                                                           |
| Înfrângere | 34–1       | Montell Griffin         | DQ  | 9 (12), 2:27  | 1997-03-21 | Taj Majal Hotel & Casino, Atlantic City, New Jersey | Lost WBC Light Heavyweight title. Disqualified for hitting a downed opponent.                                              |
| Victorie | 34–0       | Mike McCallum           | UD  | 12            | 1996-11-22 | Ice Palace, Tampa, Florida                          | Won interim WBC Light Heavyweight title.                                                                                   |
| Victorie | 33–0       | Bryant Brannon          | TKO | 2 (12), 2:23  | 1996-10-04 | Madison Square Garden, New York, New York           | Retained IBF Super Middleweight title.                                                                                     |
| Victorie | 32–0       | Eric Lucas              | RTD | 11 (12), 3:00 | 1996-06-15 | Coliseum, Jacksonville, Florida                     | Retained IBF Super Middleweight title.                                                                                     |
| Victorie | 31–0       | Merqui Sosa             | TKO | 2 (12), 2:36  | 1996-01-12 | Madison Square Garden, New York, New York           | |
| Victorie | 30–0       | Tony Thornton           | TKO | 3 (12), 0:45  | 1995-09-30 | Civic Center, Pensacola, Florida                    | Retained IBF Super Middleweight title.                                                                                     |
| Victorie | 29–0       | Vinny Pazienza          | TKO | 6 (12), 2:58  | 1995-06-24 | Convention Center, Atlantic City, New Jersey        | Retained IBF Super Middleweight title.                                                                                     |
| Victorie | 28–0       | Antoine Byrd            | TKO | 1 (12), 2:06  | 1995-03-18 | Civic Center, Pensacola, Florida                    | Retained IBF Super Middleweight title.                                                                                     |
| Victorie | 27–0       | James Toney             | UD  | 12            | 1994-11-18 | MGM Grand Garden Arena, Las Vegas, Nevada           | Won IBF Super Middleweight title.                                                                                          |
| Victorie | 26–0       | Thomas Tate             | TKO | 2 (12), 0:30  | 1994-05-27 | MGM Grand Garden Arena, Las Vegas, Nevada           | Retained IBF Middleweight title.                                                                                           |
| Victorie | 25–0       | Danny Garcia            | KO  | 6 (10), 2:59  | 1994-03-22 | U of West Florida Field House, Pensacola, Florida   | |
| Victorie | 24–0       | Fermin Chirino          | UD  | 10            | 1993-11-30 | Civic Center, Pensacola, Florida                    | |
| Victorie | 23–0       | Thulani Malinga         | KO  | 6 (10), 1:57  | 1993-08-14 | Casino Magic, Bay St. Louis, Mississippi            | |
| Victorie | 22–0       | Bernard Hopkins         | UD  | 12            | 1993-05-22 | RFK Stadium, Washington, District of Columbia       | Won vacant IBF Middleweight title.                                                                                         |
| Victorie | 21–0       | Glenn Wolfe             | TKO | 1 (10), 2:23  | 1993-02-13 | Caesar's Palace, Las Vegas, Nevada                  | |
| Victorie | 20–0       | Percy Harris            | TKO | 4 (12), 3:00  | 1992-12-05 | Trump Taj Mahal, Atlantic City, New Jersey          | Won vacant WBC Continental Americas Super Middleweight title.                                                              |
| Victorie | 19–0       | Glenn Thomas            | TKO | 8 (10), 3:00  | 1992-08-18 | Bayfront Auditorium, Pensacola, Florida             | |
| Victorie | 18–0       | Jorge Castro            | UD  | 10            | 1992-06-30 | Civic Center, Pensacola, Florida                    | |
| Victorie | 17–0       | Art Serwano             | KO  | 1 (10), 1:40  | 1992-04-03 | Reno-Sparks Convention Center, Reno, Nevada         | |
| Victorie | 16–0       | Jorge Vaca              | KO  | 1 (10), 1:45  | 1992-01-10 | Paramount Theatre, New York, New York               | |
| Victorie | 15–0       | Lester Yarbrough        | KO  | 8 (10), ?     | 1991-08-31 | Interstate Fairgrounds, Pensacola, Florida          | |
| Victorie | 14–0       | Kevin Daigle            | TKO | 2 (10), ?     | 1991-08-03 | Interstate Fairgrounds, Pensacola, Florida          | |
| Victorie | 13–0       | Eddie Evans             | TKO | 3 (10), ?     | 1991-04-13 | Pensacola, Florida                                  | |
| Victorie | 12–0       | Ricky Stackhouse        | KO  | 1 (10), 0:46  | 1991-01-31 | Bayfront Auditorium, Pensacola, Florida             | |
| Victorie | 11–0       | Reggie Miller           | TKO | 5 (10), ?     | 1990-11-08 | Bayfront Auditorium, Pensacola, Florida             | |
| Victorie | 10–0       | Rollin Williams         | KO  | 4 (10), 2:56  | 1990-09-25 | Pensacola, Florida                                  | |
| Victorie | 9–0        | Tony Waddles            | KO  | 1 (10), 2:02  | 1990-07-14 | Bayfront Auditorium, Pensacola, Florida             | |
| Victorie | 8–0        | Ron Johnson             | KO  | 2 (10), 2:28  | 1990-05-11 | Bayfront Auditorium, Pensacola, Florida             | |
| Victorie | 7–0        | Knox Brown              | TKO | 3 (10), 2:20  | 1990-03-28 | Interstate Fairgrounds, Pensacola, Florida          | |
| Victorie | 6–0        | Billy Mitchem           | TKO | 2 (8), 2:57   | 1990-02-28 | Interstate Fairgrounds, Pensacola, Florida          | |
| Victorie | 5–0        | Joe Edens               | KO  | 2 (8), ?      | 1990-01-08 | County Fairgrounds, Mobile, Alabama                 | |
| Victorie | 4–0        | David McCluskey         | TKO | 3 (8), 2:00   | 1989-11-30 | Bayfront Auditorium, Pensacola, Florida             | |
| Victorie | 3–0        | Ron Amundsen            | TKO | 7 (8), 2:43   | 1989-09-03 | Civic Center, Pensacola, Florida                    | |
| Victorie | 2–0        | Stephan Johnson         | TKO | 8 (8), 2:04   | 1989-06-11 | Trump Plaza Hotel, Atlantic City, New Jersey        | |
| Victorie | 1–0        | Ricky Randall           | TKO | 2 (8), 2:46   | 1989-05-06 | Bayfront Auditorium, Pensacola, Florida             | |